# Domenico Sudano
Domenico Sudano (Catania, 28 settembre 1940 – Catania, 22 maggio 2023) è stato un politico italiano.

## Biografia
Laureato in lingue e letterature straniere, è stato insegnante di scuola secondaria superiore. Già consigliere comunale della Democrazia Cristiana a Catania; nel 1991 viene eletto deputato regionale in Sicilia. Dopo lo scioglimento della DC aderisce al CDU, con cui conferma il proprio seggio nell'Assemblea regionale siciliana nel 1996.
Nel 2001 viene eletto senatore della Repubblica nella XIV legislatura con il Biancofiore (CCD-CDU); nel 2002 confluisce nell'UDC; rimane a Palazzo Madama fino all'aprile 2006.
Con tale partito è candidato alle elezioni politiche del 2008, nella circoscrizione Sicilia 2 della Camera, senza risultare eletto; il 22 gennaio 2013 venne proclamato deputato in sostituzione di Giuseppe Gianni e rimane in carica nell'ultimo mese e mezzo della XVI legislatura.
Muore all'età di 82 anni il 22 maggio 2023.